# Little Corn Island (Nicaragua)
Little Corn Island es una isla nicaragüense ubicada en el mar Caribe. Forma parte del archipiélago de Corn Islands o de las Islas del Maíz. Tiene 2,9 kilómetros cuadrados. Su capital es Carib Town.
La Isla se subdivide en ocho sectores, siendo Carib Town el más poblado. 
Históricamente Little Corn Island se ha considerado un sector de Great Corn Island, aunque en la actualidad se considera como una comunidad adyacente de la isla grande.  
Cuenta con un líder local o alcaldito, a como es conocido, que es designado por el alcalde electo de Great Corn Island.